# Georges Van Den Bossche
Georges Van Den Bossche (Gante, 15 de julio de 1892-Gante, 16 de mayo de 1966) fue un deportista belga que compitió en remo.
Ganó tres medallas en el Campeonato Europeo de Remo entre los años 1910 y 1920. Fue hermano del también remero Oscar Van Den Bossche.

## Palmarés internacional
| Campeonato Europeo | Campeonato Europeo | Campeonato Europeo | Campeonato Europeo |
| Año                | Lugar              | Medalla            | Prueba             |
| ------------------ | ------------------ | ------------------ | ------------------ |
| 1910               | Ostende (Bélgica)  | Medalla de oro     | Ocho con timonel   |
| 1912               | Ginebra (Suiza)    | Medalla de plata   | Cuatro con timonel |
| 1920               | Mâcon (Francia)    | Medalla de bronce  | Dos con timonel    |